# Жебкина балка
Жебкина балка — балка (річка) в Україні у Кропивницькому районі Кіровоградської області. Ліва притока річки Громоклії (басейн Південного Бугу).

## Опис
Довжина балки приблизно 9,90 км, найкоротша відстань між витоком і гирлом — 8,40  км, коефіцієнт звивистості річки — 1,18 . Формується декількома струмками та загатами.

## Розташування
Бере початок на півдненно-східній стороні від села Червонопілля. Тече переважно на південний захід понад селом Кетрисанівкою і на північно-західній околиці села Новомиколаївки впадає у річку Громоклію, праву притоку річки Інгулу.